# Alex Scott (actor)
Alex Scott (18 de septiembre de 1929 - 25 de junio de 2015) fue un actor de televisión australiano-británico mejor conocido por sus apariciones en producciones televisivas británicas de la década de 1960, incluidas Special Branch, Los vengadores, Danger Man, The Saint y el episodio final ("The Smile Behind the Veil", 1969) de Randall and Hopkirk (Deceased). También apareció como Klaus en The Adventures of William Tell, episodio 22 "The Killer" (1959).
Scott tuvo papeles en películas como Darling (1965), Fahrenheit 451 (1966), The Blue Max (1966), El abominable Dr. Phibes (1971), Twins of Evil (1971) y The Asphyx (1972), y fue dirigido por Sir Laurence Olivier (The Shifting Heart), François Truffaut, John Sumner (Godsend) y John Schlesinger, entre otros.

## Carrera cinematográfica
Hizo más de 60 apariciones en la televisión británica entre 1955 y la década de 1990, pero regresó a Australia en 1981. Desde su regreso a Australia tuvo papeles en las películas Next of Kin (1982), Now and Forever (1983), Sky Pirates (1986) y Romper Stomper (1992). Fue miembro fundador de la Melbourne Theatre Company y trabajó en teatro, televisión y cine después de su regreso. Actuó junto a Zoe Caldwell, otro miembro fundador y actor cuatro veces ganador del premio Tony, en La visita de la anciana dama de la Melbourne Theatre Company en 2003 como parte de la temporada del 50 aniversario de la compañía. También apareció en A Number, obra de Caryl Churchill y dirigida por Frank Howson, en 2006.

## Vida personal
Scott creció en Ballarat, Victoria, y se educó en St Patrick's College, Ballarat ; Colegio Xavier en Melbourne; y la Universidad de Melbourne. Vivía en Toorak, Victoria, y tenía dos hijos, Rainer y Daniel, de su primer matrimonio. Su esposa era Barbara Ady-Potger, prima del miembro de la banda Seekers, Keith Potger, AO. Tiene una hijastra llamada Rebecca. Scott murió pacíficamente en su casa de Toorak el 25 de junio de 2015.

## Filmografía
| Año  | Título                                  | Papel                                          | Notas                |
| ---- | --------------------------------------- | ---------------------------------------------- | -------------------- |
| 1960 | Marriage of Convenience                 | Vic Ellis                                      |                      |
| 1963 | Ricochet                                | John Brodie                                    |                      |
| 1964 | Becket                                  | Sacerdote                                      | Sin acreditar        |
| 1964 | The Sicilians                           | Henri Perrault                                 |                      |
| 1965 | The Amorous Adventures of Moll Flanders | Third Mohock                                   |                      |
| 1965 | Darling                                 | Sean Martin                                    |                      |
| 1966 | The Blue Max                            | El orador                                      |                      |
| 1966 | Fahrenheit 451                          | Persona del libro: 'The Life of Henry Brulard' |                      |
| 1967 | Solarnauts                              | Logik                                          | Piloto de televisión |
| 1969 | Vendetta for the Saint                  | El mayor                                       |                      |
| 1971 | El abominable Dr. Phibes                | Dr. Hargreaves                                 |                      |
| 1971 | Quest for Love                          |                                                |                      |
| 1971 | Twins of Evil                           | Hermann                                        |                      |
| 1972 | The Asphyx                              | Sir. Edward Barrett                            |                      |
| 1982 | Next of Kin                             | Dr. Barton                                     |                      |
| 1983 | Now and Forever                         | Andrew Wundham                                 |                      |
| 1986 | Sky Pirates                             | Gen. Hackett                                   |                      |
| 1991 | Antarctica                              | Narrador                                       | Documental           |
| 1992 | Romper Stomper                          | Martin                                         |                      |
| 2009 | Remembering Nigel                       | Él mismo                                       |                      |